# که جیوسی

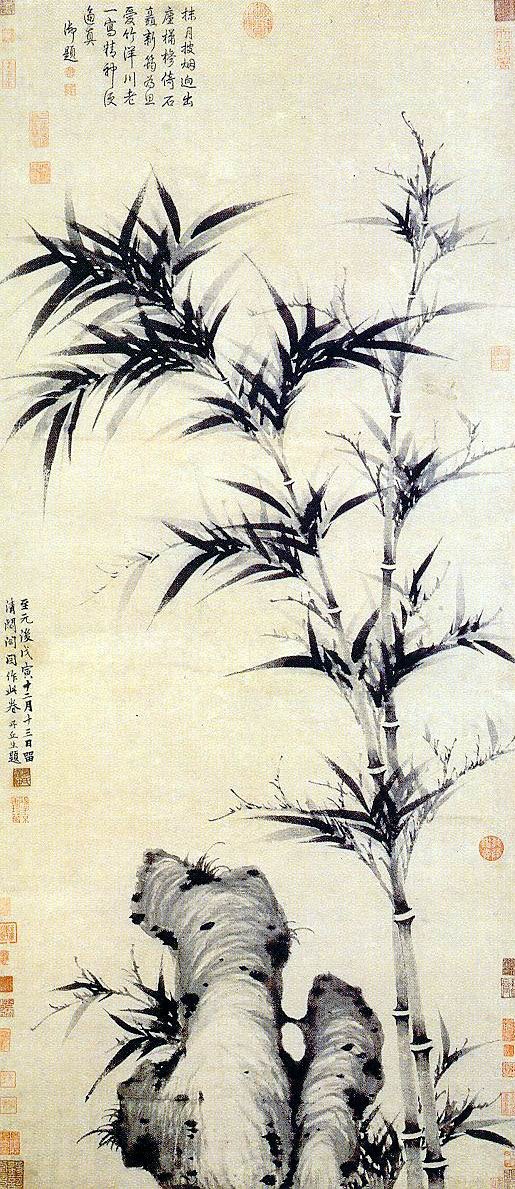

که جیوسی (چینی: 柯九思، پین‌یین: Kē Jiǔsī، وید جایلز: K'o Chiu-ssu) (زادهٔ ۱۲۹۰ - درگذشتهٔ ۱۳۴۳) ملقب به دان چیوشنگ و وویون گه‌لی، نقاش چینی در عهد دودمان یوان بود. او در کشیدن نی‌های خیزران مهارت داشت و از سبک ون تونگ در کارهایش پیروی می‌کرد. او همچنین در نقاشی منظره، خوشنویسی و شعر نیز مهارت داشت و «مجموعهٔ دان چیوشن» از جمله آثار شعر اوست.